# トヨタ・カローラiM
カローラiM（COROLLA iM）は、トヨタ自動車が製造・販売していたハッチバック型乗用車である。